# Драго, Эрнан
Эрна́н Эсте́бан Дра́го (исп. Hernán Esteban Drago; род. 17 мая 1975 года, Флорида, провинция Буэнос-Айрес) — аргентинский модель и телеведущий. Известен рекламными кампаниями международных брендов (Valmont, Hugo Boss, Matices), ролью соведущего программы El show creativo и частыми появлениями в телеигре Bienvenidos a bordo.

## Биография
Эрнан Драго родился 17 мая 1975 года в городке Флорида, находящемся в партии Висенте-Лопес, провинция Буэнос-Айрес. В ряде СМИ указывался как уроженец города Баия-Бланка, однако сам он в интервью неоднократно уточнял, что это ошибка.
В детстве увлекался спортом — баскетболом, плаванием, лёгкой атлетикой. По собственным словам, в 8 лет пережил школьную травлю из-за высокого роста.
В юности работал в семейном бизнесе, затем занялся модельной карьерой.

## Карьера

### Модель
Первое время Драго работал для местных модельных агентств, позже начал сотрудничество с ведущими брендами как в Аргентине, так и за рубежом. Он сотрудничал с Hugo Boss, Valmont, Guess, Etiqueta Negra, Matices. Снимался в рекламных роликах и фотосессиях для Renault, Chevrolet, Movistar.
Был лицом журналов Gente, Para Ti, Caras, участвовал в показах мод в Латинской Америке и Европе.

### Телевидение
С 2000 по 2003 годы был соведущим на El show creativo вместе с Хуаном Гуйисом.
С 2018 года регулярно появляется в телешоу Bienvenidos a bordo на канале El Trece, став одной из популярных фигур передачи. Также участвовал в программах 100 argentinos dicen, Corte y confección, La jaula de la moda.
Иногда снимался в теленовеллах — Los exitosos Pells, Padre coraje (эпизодические роли).

## Личная жизнь
В 2004 году женился на Барбаре Кудич. У них двое детей. Пара рассталась в 2019 году, сохранив дружеские отношения ради детей.

## Телевидение
| Год         | Передача             | Роль                  | Канал           |
| ----------- | -------------------- | --------------------- | --------------- |
| 2000–2003   | El show creativo     | Соведущий             | América TV      |
| 2011        | 100 argentinos dicen | Участник              | El Trece        |
| 2014        | La jaula de la moda  | Гость                 | Ciudad Magazine |
| 2015        | Corte y confección   | Гость                 | El Trece        |
| 2018 — н.в. | Bienvenidos a bordo  | Приглашённый участник | El Trece        |